# Arnold Esher von der Linth
Arnold Escher von der Linth (Zürich, 8 de Junho de 1807 — Zürich, 12 de Julho de 1872), até 1823 apenas Arnold Escher, foi um geólogo e paleontologista, pioneiro no estudo das séries estratigráficas sedimentares alpinas.

## Biografia
Nasceu em Zurique, filho do político e cientista suíço Hans Conrad Escher von der Linth (1767-1823).
Participou na primeira ascensão ao pico Lauteraarhorn, realizada em 8 de Agosto de 1842, subindo em conjunto com Pierre Jean Édouard Desor, Christian Girard e os guias Melchior Bannholzer e Jakob Leuthold.
Estudou geologia e outras ciências naturais em Genebra, onde foi aluno de Nicolas Theodore de Saussure, e em Berlim, onde foi aluno de Leopold von Buch e Alexander von Humboldt. Em 1856 foi nomeado professor de geologia do Eidgenössische Technische Hochschule Zürich de Zürich, onde criou o Instituto Geológico de Zurique. A investigação que conduziu faz com que seja considerado um dos fundadores da geologia suíça e alpina.
Com Bernhard Studer, foi o primeiro cientista a explorar sistematicamente a geologia dos Alpes Suíços e regiões vizinhas (leste da Suíça, Vorarlberg, Tirol, Piedmont e Lombardia). Também em colaboração com Bernhard Studer, editou uma carta geológica da Suíça (1853), recebida com admiração e aplauso.
Em particular, a sua colaboração científica com o geólogo escocês Roderick Murchison (1792-1871) levou a que contribuísse para a descoberta do sistema Siluriano e pra a primeira descrição sistemática das rochas sedimentares e dos seus fósseis indicadores.
É autor da obra Geologische Bemerkungen über das nordliche Vorarlberg und einige angrenzenden Gegenden (Observações geológicas sobre o norte de Vorarlberg e algumas áreas adjacentes), publicada em Zürich em 1853, e considerada um marco fundamental dos estudos estratigráficos e paleontológicos.